# Flavigny-sur-Ozerain
Flavigny-sur-Ozerain är en kommun i departementet Côte-d'Or i regionen Bourgogne-Franche-Comté i östra Frankrike. Kommunen ligger i kantonen Venarey-les-Laumes som tillhör arrondissementet Montbard. År 2022 hade Flavigny-sur-Ozerain 274 invånare.

## Befolkningsutveckling
Antalet invånare i kommunen Flavigny-sur-Ozerain
Referens:INSEE